# Karōshi
Karōshi (過労死, quá lao tử) trong tiếng Nhật, có thể hiểu là chết do lao động quá độ, là hiện tượng một người làm việc quá sức dẫn đến tử vong. Nguyên nhân chính gây tử vong do karōshi là nhồi máu cơ tim và đột quỵ do căng thẳng, thiếu ngủ, kiệt sức do suy dinh dưỡng bởi chế độ ăn thiếu thốn, ngoài ra cũng bao gồm tự tử do áp lực công việc. Hiện tượng này cũng phổ biến rộng rãi ở Hàn Quốc, Nhật Bản và một phần ở Trung Quốc.

## Lịch sử
Trường hợp đầu tiên của karōshi được báo cáo vào năm 1969 với cái chết liên quan đến đột quỵ của một nam công nhân 29 tuổi tại phòng giao hàng của công ty báo lớn nhất Nhật Bản. Thuật ngữ này được phát minh vào năm 1978 để đề cập đến một số lượng ngày càng tăng của những người bị đột quỵ gây tử vong và đau tim do làm việc quá sức. Một cuốn sách về vấn đề này năm 1982 đã đưa thuật ngữ này vào sử dụng công cộng.
Mãi cho đến giữa những năm 1980, trong nền kinh tế bong bóng, khi một số giám đốc điều hành doanh nghiệp cấp cao vẫn còn trong những năm đầu đột nhiên qua đời mà không có bất kỳ dấu hiệu bệnh nào trước đây, thì thuật ngữ này xuất hiện trong đời sống công chúng của Nhật Bản. Hiện tượng mới này ngay lập tức được xem là một mối đe dọa mới và nghiêm trọng đối với những người trong lực lượng lao động. Năm 1987, khi mối quan tâm của công chúng tăng lên, Bộ Lao động Nhật Bản bắt đầu công bố số liệu thống kê về karōshi.
Năm 1988, cuộc khảo sát lực lượng lao động cho biết gần một phần tư số lao động nam làm việc trên 60 giờ mỗi tuần, dài hơn 50% so với lịch làm việc hàng tuần 40 giờ điển hình. Nhận thấy sự nghiêm trọng và tính chất phổ biến của vấn đề đang nổi lên này, một nhóm luật sư và bác sĩ đã thiết lập "đường dây nóng karoshi" có sẵn trên toàn quốc, cống hiến để giúp đỡ những người tìm kiếm tư vấn về các vấn đề liên quan đến karōshi.
Sự trỗi dậy của Nhật Bản từ sự tàn phá của Chiến tranh thế giới thứ II thành nền kinh tế nổi bật và các khoản bồi thường chiến tranh khổng lồ mà họ đã trả trong những thập kỷ sau chiến tranh đã được cho là kích hoạt cho cái được gọi là một đại dịch mới. Nó đã được công nhận rằng người lao động không thể làm việc 12 hoặc nhiều hơn trong một ngày, 6-7 ngày một tuần, năm này qua năm khác, mà không bị ảnh hưởng về thể chất cũng như tinh thần. Nó là phổ biến cho việc làm thêm giờ không lương. Trong một bài báo của Tổ chức Lao động Quốc tế (ILO) về karōshi, bốn trường hợp điển hình sau đây của karōshi đã được đề cập:
1. Ông A đã làm việc tại một công ty chế biến thực phẩm ăn nhẹ lớn, miễn là làm 110 giờ một tuần (không phải một tháng) và chết vì đau tim ở tuổi 34. Cái chết của ông được công nhận là liên quan đến công việc của Văn phòng Tiêu chuẩn Lao động.
2. Ông B, một tài xế xe buýt, mà cái chết cũng được công nhận là liên quan đến công việc, làm việc 3.000 giờ một năm. Ông không có một ngày nghỉ trong 15 năm trước khi ông bị đột quỵ ở tuổi 37.
3. Ông C đã làm việc trong một công ty in ấn lớn ở Tokyo với 4.320 giờ mỗi năm, kể cả công việc ban đêm và chết vì đột quỵ ở tuổi 58. Người vợ góa của ông nhận bồi thường lao động 14 năm sau khi chồng bà qua đời.
4. Cô D, một y tá 22 tuổi, đã chết vì đau tim sau 34 giờ làm nhiệm vụ liên tục 5 lần một tháng.

Cũng như áp lực tâm lý, căng thẳng tinh thần từ nơi làm việc có thể gây ra karōshi. Những người tự tử do căng thẳng về tinh thần được gọi là "karōjisatsu" (過 労 自殺). " ILO cũng liệt kê một số nguyên nhân của việc làm quá sức hoặc căng thẳng nghề nghiệp bao gồm những điều sau đây:
1. Làm việc cả đêm, đêm khuya hoặc nghỉ lễ, liên tục và quá giờ. Trong Thập niên mất mát kéo dài sau sự sụp đổ của nền kinh tế bong bóng trong những năm 1980 và 1990, nhiều công ty đã giảm số lượng nhân viên. Tuy nhiên, tổng số lượng công việc không giảm, buộc mỗi nhân viên phải làm việc chăm chỉ hơn.
2. Căng thẳng tích lũy do thất vọng khi không thể đạt được các mục tiêu do công ty đặt ra. Ngay cả trong suy thoái kinh tế, các công ty có xu hướng đòi hỏi nỗ lực bán hàng quá mức từ nhân viên của họ và yêu cầu họ đạt được kết quả tốt hơn. Điều này làm tăng gánh nặng tâm lý đặt lên các nhân viên tại nơi làm việc.
3. Bị buộc từ chức, sa thải và bắt nạt. Ví dụ, nhân viên làm việc cho một công ty trong nhiều năm và thấy mình trung thành với công ty đã đột nhiên bị yêu cầu từ chức vì sự cần thiết phải cắt giảm nhân viên.
4. Sự chịu đựng của quản lý trung gian. Họ thường ở vị trí sa thải công nhân và khó khăn giữa việc thực hiện chính sách tái cấu trúc doanh nghiệp và bảo vệ nhân viên của họ.

## Đường dây nóng Karoshi
Trong một báo cáo năm 1988 được xuất bản bởi Mạng Đường dây nóng Karoshi, phần lớn các khách hàng được tư vấn không phải là người lao động, nhưng vợ của những người lao động đã qua đời vì karoshi thì có khả năng cao. Điều này cho thấy rằng những người bị căng thẳng bởi công việc hoặc không nhận ra nguyên nhân là làm việc quá sức hoặc dưới áp lực xã hội không thể hiện rõ ràng bằng cách tìm kiếm sự giúp đỡ.
Đường dây nóng Karoshi nhận được số lượng cuộc gọi cao nhất khi lần đầu tiên được thành lập vào năm 1988. Từ năm 1988 đến năm 1998, đã nhận được tổng số 1806 cuộc gọi. Từ năm 1990 đến năm 2007, số lượng cuộc gọi nhận được mỗi năm giảm, nhưng vẫn duy trì trung bình 400 cuộc gọi mỗi năm. Tính khả dụng của nó trên toàn quốc, từ Hokkaido (北海道) đến Kanto (関東).

## Ảnh hưởng đến xã hội
Tự sát có thể được gây ra bởi những căng thẳng liên quan đến việc làm quá sức hoặc khi các doanh nhân bị sa thải khỏi công việc của họ. Người thân của người đã qua đời yêu cầu thanh toán bồi thường khi các trường hợp tử vong đó xảy ra. Các công ty bảo hiểm nhân thọ bắt đầu đưa ra các điều khoản miễn trừ một năm trong hợp đồng của họ. Họ đã làm điều này để người đó phải chờ một năm để cam kết để nhận tiền.
Có một phong trào mới của công nhân Nhật Bản, được hình thành như là kết quả của karōshi. Người Nhật trẻ tuổi đang lựa chọn công việc bán thời gian, trái ngược với những người lớn tuổi làm thêm giờ. Đây là một phong cách mới của sự lựa chọn nghề nghiệp cho những người trẻ tuổi người Nhật Bản muốn thử các công việc khác nhau để tìm ra tiềm năng của riêng họ. Những cá nhân này làm việc theo kiểu "tiền lương theo giờ thay vì lương thường xuyên", và được gọi là "freeter". Số lượng người freeter đã tăng lên trong suốt những năm qua, từ 200.000 người trong thập niên 1980 đến khoảng 400.000 người vào năm 1997.
Freeter trải qua một loại việc làm đặc biệt, được xác định bởi Atsuko Kanai như những người hiện đang làm việc và được gọi là "công nhân bán thời gian hoặc công nhân tạm thời, hiện đang làm việc nhưng muốn làm việc như công nhân bán thời gian, hoặc ai hiện không có trong lực lượng lao động và không làm công việc nhà hay đi học nhưng muốn được làm việc như công nhân bán thời gian." Freeter là hững người đi học không ở trong trường, từ 15–34 tuổi, và nếu họ là phụ nữ, thì chưa kết hôn. Tuy nhiên, sự hoạt động của freeter có những vấn đề của nó. Hầu hết các freeter không xây dựng được sự nghiệp thành công, dựa trên một vài yếu tố.
Do công việc bán thời gian của họ, thu nhập hàng năm của họ là khoảng 1 triệu yên, hoặc khoảng 8.500 USD. Ngoài ra, tăng trưởng kinh tế ở Nhật Bản chậm chạp, khiến cho những freeter thường xuyên chuyển sang làm việc thường xuyên. Một vấn đề khác là những freeter được giao các công việc không quan trọng, khiến cho họ hầu như không thể đạt được bất kỳ kinh nghiệm thực tế nào, vốn là điều cần thiết khi chuyển đổi sang việc làm toàn thời gian. (Kanai, 2003) Có vẻ như là một người được hỏi là câu trả lời cho những người làm việc quá sức, gần karōshi bị những giờ làm việc dài. Những người không phải là nhân viên thường xuyên hoặc những người được cho là chỉ muốn làm việc bán thời gian thì thấy mình làm việc 60 giờ một tuần hoặc hơn. Vì tiền lương của nhân viên không thường xuyên quá thấp, cần thiết cho họ làm việc nhiều giờ hơn, phủ nhận mong muốn trở thành freeter. Freeter hiện đang phải đối mặt với nguy cơ karōshi, cũng giống như công nhân thường xuyên có, do số giờ làm của họ.
Có những kết quả không mong muốn khác, ngoài karōshi, phát sinh từ những giờ làm việc dài. Một đặc điểm tâm lý được gọi là workaholism (tham công tiếc việc) đã được chứng minh là dẫn đầu một người làm việc nhiều giờ. (Spence & Robbins, 1992) Có ba yếu tố xác định tham công tiếc việc: sự tham gia công việc cao, bị thúc đẩy hoặc bị ép buộc phải làm việc bởi những áp lực bên trong, và hưởng thụ công việc thấp. (Kanai, 1996). Cuối cùng của những yếu tố này cho thấy một mâu thuẫn. Tuy nhiên, Kanai lập luận rằng tham công tiếc việc không phải là một đặc điểm tâm lý, mà là kết quả từ sự thích nghi với nhu cầu làm việc quá tải. Các cá nhân quá tải về công việc không làm như vậy bởi vì họ là những người làm việc, nhưng nhu cầu của khối lượng công việc mang đến các đặc điểm tâm lý và hành vi tương tự như những người tham cộng tiếc việc. Ban lãnh đạo đón nhận công việc khó khăn và khen thưởng với các chương trình khuyến mãi. Morioka (2005), gợi ý rằng để loại bỏ các tác hại của công việc, nơi làm việc phải chịu trách nhiệm quản lý các vấn đề về khối lượng công việc.
Làm việc quá sức cũng có tác động tiêu cực đến gia đình. Những người đàn ông trở nên quá bận rộn với công việc của họ, suy nghĩ ít hơn về gia đình của họ. Mức độ cao của gia đình trầm cảm tồn tại như là một kết quả. Khi những người đàn ông tập trung vào công việc của họ, họ có xu hướng phát triển cảm xúc tiêu cực đối với gia đình. Họ đảm nhận ít vai trò trong cuộc sống gia đình khi họ tiếp tục làm việc quá sức. Những người đàn ông nhìn thấy gia đình như một cái gì đó đang lấy đi từ công việc của họ, mà tạo ra một sự oán giận đối với gia đình. Kết quả là, tránh gia tăng thời gian gia đình, mặc dù đó là gia đình của họ truyền cảm hứng cho họ làm việc chăm chỉ ngay từ đầu (Kanai, 2002). Những phát hiện của Kanai gợi ý rằng giờ làm việc quá mức có hại cho cuộc sống gia đình, không chỉ ở chỗ họ dành ít thời gian hơn cho gia đình của họ, mà họ còn phát triển thù địch đối với gia đình.
Tuy nhiên, cũng có thể nói rằng những người đàn ông đã thực hiện những công việc này để cung cấp cho gia đình của họ, nhưng cuối cùng trở nên kém hiệu quả như một nguồn lực do kiệt sức và hoàn toàn tập trung vào việc kiếm tiền. Có khả năng những người ăn lương đi vào lối sống đó đơn giản chỉ vì tiền, bởi vì công việc trả lương tốt; nếu họ làm việc nhiều giờ, họ có thể kiếm được số tiền lớn và gửi cho gia đình họ để giúp đỡ họ, vì trong gia đình truyền thống Nhật Bản, người cha thường là trụ cột chính trong gia đình. Trong một cuộc phỏng vấn, một người đàn ông đã nói rằng "điều tốt nhất về việc sinh ra là nam," có một gia đình, và có thể hỗ trợ gia đình đó. " Ngược lại điều tồi tệ nhất là 'không thể bỏ công việc của bạn ngay cả khi bạn muốn' do cùng một trách nhiệm. " Người đàn ông có trách nhiệm phải cung cấp cho gia đình tương quan với nam tính của họ, vì vậy nếu một người đàn ông bị sa thải, anh ta có thể nghĩ rằng "khả năng của họ thực sự nghèo nàn, và sẽ trở nên chán nản." Những áp lực này là những điều mà xã hội đặt lên chúng, vì người ta hy vọng rằng đàn ông làm việc và cung cấp cho gia đình.
Văn phòng Nội các phân tích Khảo sát Hộ gia đình về Chất lượng Cuộc sống để kiểm tra mức độ ảnh hưởng của làm việc quá sức đối với các vấn đề sức khỏe, bao gồm cả karoshi. Nghiên cứu cho thấy một lịch làm việc hàng tuần dài, được xác định là hơn 60 giờ đối với nam và hơn 45 giờ đối với phụ nữ, làm tăng đáng kể sự lo lắng của nhân viên tin rằng họ sẽ bị các vấn đề về sức khỏe. Nói cách khác, bất kể nhân viên có vấn đề sức khỏe, chỉ đơn thuần là làm việc trong nhiều giờ hơn đã tạo ra sự lo lắng đối với các vấn đề sức khỏe được nhận thức. Khoảng cách 15 giờ giữa nam và nữ không có nghĩa là phụ nữ ít có khả năng đối phó với căng thẳng hơn, nhưng là vì giá trị truyền thống của Nhật Bản đặt gánh nặng chăm sóc trẻ em và các công việc gia đình khác trên phụ nữ. Do đó, phụ nữ có nhiều việc để lo lắng ngoài công việc hàng ngày của họ.
Đường dây nóng ngăn chặn tự tử ở Nhật Bản thường rất bận rộn, người gọi đôi khi phải thử từ 30 đến 40 lần cho đến khi họ có thể nhận được câu trả lời. Mỗi năm, khoảng 30.000 người ở Nhật Bản tự sát. Một lý do tiềm năng khiến con số này quá cao có thể là loại tình bạn bó có liên quan đến quá trình tự tử, nơi mọi người sẽ dành thời gian tìm kiếm trực tuyến để tìm những người tự tử khác và sau đó "lên kế hoạch chết cùng nhau".

## Các chính sách của chính phủ
Để cung cấp một kế hoạch chiến lược về cách giảm tỷ lệ karoshi, Viện Y tế Quốc gia đề xuất thành lập một chương trình dịch vụ y tế công nghiệp toàn diện để giảm karoshi và các bệnh khác do căng thẳng liên quan đến công việc trong báo cáo thường niên năm 2005. Chương trình này đòi hỏi những nỗ lực chung từ ba nhóm khác nhau, chính phủ, các tổ chức lao động và người sử dụng lao động, và các nhân viên. Chính phủ, với tư cách là nhà hoạch định chính sách, nên thúc đẩy thời gian làm việc ngắn hơn, giúp các dịch vụ y tế dễ tiếp cận, khuyến khích khám sức khỏe tự nguyện và nâng cao hiệu quả chăm sóc y tế. Khi nhóm tham gia chặt chẽ hơn với sức khỏe hàng ngày của nhân viên, công đoàn và người sử dụng lao động nên cố gắng thực hiện và tuân thủ các chính sách của chính phủ tập trung vào việc giảm thời gian làm thêm và tạo môi trường làm việc tốt hơn. Bản thân các nhân viên nên nhận ra nhu cầu của họ để thực hiện các biện pháp phòng ngừa kịp thời và có biện pháp phòng ngừa khi cần thiết.
Như một phản ứng chính thức cho đề xuất này, Đạo luật về An toàn và Sức khỏe Công nghiệp đã được sửa đổi vào năm 2006. Đạo luật đã thiết lập các điều khoản khác nhau tập trung vào các vấn đề sức khỏe liên quan đến công việc, bao gồm kiểm tra sức khỏe bắt buộc và tham vấn với nhân viên y tế chuyên nghiệp cho nhân viên làm việc nhiều giờ và có khả năng mắc bệnh liên quan đến công việc cao hơn. Nó có vẻ là một quyết định kỳ quặc, nói từ quan điểm kinh tế, sử dụng chính sách của chính phủ để buộc các công ty phải giảm giờ làm việc. Nó dường như phản tác dụng tối đa hóa lợi nhuận của nền kinh tế thị trường. Sự can thiệp trực quan này, theo Yoshio Higuchi, là do một số yếu tố duy nhất đối với xã hội Nhật Bản. Theo truyền thống, công nhân Nhật Bản là những nhân viên rất trung thành.
Nó rất phổ biến cho một người nào đó để làm việc cho cùng một công ty từ một người vừa ra khỏi trường tốt nghiệp cho một người đàn ông gần như đã nghỉ hưu. Xã hội cũng quan sát những người liên tục thay đổi công việc bằng đôi mắt hoài nghi. Sự chán nản như vậy đã trực tiếp gây ra khó khăn trong việc chuyển sang công việc mới. Do đó, các công ty thường có khả năng thương lượng cao hơn nhiều khi nói đến việc "khai thác" nhân viên của họ. Để cắt giảm chi phí, các công ty thường sẽ yêu cầu nhân viên của họ làm việc trong nhiều giờ hơn thay vì thuê một người nào đó đảm nhận một phần khối lượng công việc. Do đó, nếu chính phủ không can thiệp và yêu cầu các công ty giảm thời gian làm việc, thì sẽ không có đơn đặt hàng nào được thực hiện nghiêm túc.
Đạo luật Tiêu chuẩn Lao động hiện tại không có hiệu quả nếu đa số nhân viên đại diện đồng ý làm việc trên 40 giờ mỗi tuần, bất chấp các điều khoản trong Đạo luật nghiêm cấm làm thêm giờ. Một nghiên cứu của Văn phòng Nội các của Viện Nghiên cứu Kinh tế và Xã hội Nhật Bản (Văn phòng Nội các) đã chỉ ra rằng từ chối đồng ý với hiệp ước ILO về các quy định về thời gian làm việc có thể là một yếu tố góp phần lớn vào tình trạng hiện tại của thị trường lao động.

## Tại Trung Quốc
Ở Trung Quốc, khái niệm "chết do làm việc quá sức" tương tự là quá lao tử (guolaosi), mà trong năm 2014 đã được báo cáo là một vấn đề trong nước. Ở các nước Đông Á, như Trung Quốc, nhiều doanh nhân làm việc nhiều giờ và sau đó cảm thấy áp lực mở rộng và làm hài lòng mạng lưới của họ. Làm cho các kết nối này được gọi là xây dựng quan hệ. Kết nối là một phần quan trọng của thế giới kinh doanh Trung Quốc, và trên khắp các vùng khác nhau của Trung Quốc, các doanh nhân sẽ gặp gỡ trong các quán trà để thực hiện công việc của họ bên ngoài môi trường làm việc. Điều quan trọng là các doanh nhân phải mở rộng mối quan hệ của họ, đặc biệt là với các quan chức hoặc người chủ mạnh mẽ.
Có rất nhiều áp lực để đi đến các câu lạc bộ đêm gần như mỗi đêm để uống nhiều, để di chuyển trong thế giới kinh doanh. Nó đã được chứng minh rằng loại công việc có thể dẫn đến các vấn đề liên quan đến sức khỏe xuống dòng. Ví dụ, một doanh nhân tên là Pan đã thảo luận với John Osburg, một nhà nhân loại học đã viết "Sự giàu có độc hại: Tiền và đạo đức giữa những người giàu mới của Trung Quốc", về sức khỏe của ông và nhu cầu tiếp tục làm việc. Ông Pan, "ông chủ lớn nhất ở Thành Đô," đã ở trong bệnh viện vì "uống quá nhiều". Điều này đã xảy ra với ông trước đây. Ông Pan nói, "Tôi không thể dừng lại hay chậm lại. Tôi có nhiều người có sinh kế phụ thuộc vào tôi (nghĩa là 'phụ thuộc vào tôi để ăn.'). Tôi có khoảng 50 nhân viên và thậm chí nhiều anh em hơn. Sinh kế của họ phụ thuộc vào thành công của tôi. Tôi phải tiếp tục."

## Tác phẩm nghệ thuật
Trong manga, anime của Nhật có thể loại isekai, kể về những người chết do karōshi được chuyển sinh sang thế giới kỳ ảo khác và sống một cuộc đời mới nhưng vẫn còn giữ lại ký ức của kiếp trước như trong Death March Kara Hajimaru Isekai Kyousou Kyoku, Isekai Yakkyoku, Slime Taoshite 300-nen, Shiranai Uchi ni Level Max ni Nattemashita,v..v..